# Torrent de la Miana
El Torrent de la Miana és un torrent mediterrani de cabal variable, afluent del Junyell, del qual és un riu font. Neix a la vall entre la serra de Sant Julià del Mont al nord i la Serra de la Miana a migdia. Té una aigua molt neta i potable. Hi ha tres o quatre gorgues on es pot banyar. Un altre punt d'interès n'és el pou del glaç.
El torrent discorre per paratges en què la intervenció de l'home amb prou feines es nota. Per la vall no passa cap carretera el que en fa un corredor biològic d'alt interès, ja que ofereix a la fauna la ruta més discreta entre la Garrotxa i la conca lacustre de Banyoles, dues zones protegides.